# 17166 Секомб
17166 Секомб (17166 Secombe) — астероїд головного поясу, відкритий 17 червня 1999 року.
Тіссеранів параметр щодо Юпітера — 3,215.